# Cantonul Tourcoing-Nord-Est
Cantonul Tourcoing-Nord-Est este un canton din arondismentul Rijsel, departamentul Nord, regiunea Nord-Pas-de-Calais, Franța.

## Comune
- Neuville-en-Ferrain
- Tourcoing (Toerkonje) (parțial, reședință)